# Iža
Iža (maďarsky Izsa) je obec na jihozápadě Slovenska. Leží v okrese Komárno, sedm kilometrů východně od Komárna, na levém břehu Dunaje. Žije v ní přibližně 1 800 obyvatel.
Lokalita byla osídlena již v eneolitu (kostolacká skupina). Římané zde koncem 1. století zřídili vojenský tábor Celemantia, spojený s Brigetiem na protějším břehu řeky; šlo o jedinou římskou pevnost severně od Dunaje. Tábor zanikl ve 4. století. První písemná zmínka o vesnici pochází z roku 1268. Název Iža je odvozen od lovu vyzy.
V letech 1938 až 1945 byla obec na základě první vídeňské arbitráže součástí Maďarska.
V červenci 1965 byla vesnice silně poškozena záplavami. Při odstraňování následků pomáhali obyvatelé ze Šumperska, což připomíná název Šumperské ulice.
Obec má tři kostely: římskokatolický, kalvínský a evangelický. V jejím katastrálním území leží přírodní rezervace Bokrošské slanisko.
73 % obyvatel obce se hlásí k maďarské národnosti. Po druhé světové válce byli mnozí starousedlíci vysídleni do Čech nebo do Maďarska (Tolna).